# Topsham (Vermont)
Topsham – miasto w Stanach Zjednoczonych, w stanie Vermont, w hrabstwie Orange.